# Bernard Madoff
Bernard Lawrence Madoff, detto Bernie (New York, 29 aprile 1938 – Butner, 14 aprile 2021), è stato un banchiere e truffatore statunitense, mente del più grande schema Ponzi di tutti tempi, del valore di circa 64,8 miliardi di dollari, e condannato per quella che è la maggiore delle frodi finanziarie della storia. Un tempo era presidente della Borsa valori del Nasdaq. L'azienda di Madoff aveva due unità di base: un'attività di intermediazione in titoli e un'attività di gestione patrimoniale; lo schema Ponzi era incentrato sull'attività di asset management.

## Biografia
Nasce a New York da una famiglia di origine ebraica, si sposa con Ruth Madoff. Era molto conosciuto e stimato nella comunità, come dimostrano le numerose cariche ricevute presso le più importanti istituzioni culturali della città. Era consigliere della Sy Syms School of Business della Yeshiva University, del New York City Center e membro del Cultural Institutions Group. È stato anche presidente del NASDAQ, il listino dei titoli tecnologici statunitensi.

### Attività imprenditoriale
Ha iniziato la sua attività come broker negli anni sessanta, reinvestendo gli utili della sua attività di bagnino a Long Island. Man mano che la sua impresa, la Bernard Madoff Investment Securities, cresceva di dimensioni, ha assunto molti familiari, a partire dal fratello Peter e fino ai figli Mark e Andrew. La sua reputazione personale, specialmente nella comunità ebraica, era così grande da essere stato soprannominato Jewish Bond (Obbligazione ebraica).

### Scoperta della truffa
L'11 dicembre 2008 Madoff è stato arrestato dagli agenti federali, con l'accusa di aver truffato i suoi clienti causando un ammanco pari a circa 65 miliardi di dollari (60 miliardi di euro). La sua società si è infatti rivelata come un gigantesco schema Ponzi.
Rispetto agli altri hedge fund Madoff non vantava profitti del 20-30%, ma si attestava su un più credibile rendimento del 10% annuo, costante nonostante l'andamento del mercato. La truffa consisteva nel fatto che Madoff versava l'ammontare degli interessi pagandoli con il capitale dei nuovi clienti. Il sistema saltò nel momento in cui i rimborsi richiesti superarono i nuovi investimenti, come è usuale con questo tipo di truffa. Nell'ultimo periodo le richieste di disinvestimento avevano raggiunto una tale cifra, circa 7 miliardi di dollari, che Madoff non fu più in grado di onorare la remunerazione degli interessi promessi con le risorse finanziarie disponibili.

### I dubbi sulle autorità di controllo e sulle grandi società di revisione
La revisione della società di Madoff era stata affidata ad un suo amico David G. Friehling, che operava da un piccolo ufficio a New City, un sobborgo a nord di New York, assieme ad un collaboratore (Jerome Horowitz) ed una segretaria. Molti osservatori espressero dubbi sul fatto che una piccola società con un solo auditor potesse revisionare una società come quella di Madoff che gestiva fondi per miliardi di dollari. Poco dopo lo scoppio dello scandalo si scoprì che già dal 1993 Friehling & Horowitz avevano informato l'American Institute of Certified Public Accountants che in effetti non effettuavano audit. Un'indagine del Procuratore Distrettuale della Contea di Rockland Thomas Zugibe si limitò alla trasmissione degli atti alla Procura Federale di New York. In ogni modo Friehling sosteneva di avere centinaia di clienti.
Friehling non era registrato presso il Public Company Accounting Oversight Board, creato dalla legge antifrode Sarbanes-Oxley Act del 2002. Il suo ufficio non era soggetto ad audit sulla qualità da parte del programma della AICPA a cui era iscritto ma a cui non era tenuto a partecipare perché si riteneva che non svolgesse in effetti attività di audit. Emerse pure che la banca di Madoff JPMorgan Chase già dal 2006 sapeva che Friehling non era iscritto alla PCAOB o soggetto ad audit di qualità peer review. Infine, alcuni funzionari del Fairfield Greenwich Group, che gestiva il più grande fondo che faceva confluire denaro al fondo di Madoff (feeder fund), erano a conoscenza già dal 2005 che Friehling era il solo auditor dell'ufficio che revisionava Madoff.
In un articolo uscito su Time nel 2008 si esprimono dubbi anche sulla responsabilità delle società di audit che effettuavano la revisione sui grandi fondi che facevano confluire denaro nel fondo di Madoff (feeder fund). Queste società di revisione non erano composte da un solo auditor come la Friehling & Horowitz che revisionava Madoff. Si trattava infatti di nomi come KPMG, PricewaterhouseCoopers, BDO Seidman e McGladrey & Pullen. Ma anche loro diedero una valutazione di adeguatezza sui grandi fondi che facevano confluire denaro a Madoff, senza indagare sull'adeguatezza del fondo di Madoff, che in effetti gestiva quel denaro.
Il caso Madoff rappresenta un fallimento per la SEC, che già a partire dal 1992, aveva effettuato diverse verifiche presso la Bernard Madoff Investment Securities, senza rilevare gravi violazioni. Addirittura nel dicembre del 2008 era stato segnalato che nonostante Madoff gestisse circa 17 miliardi di dollari per conto dei suoi clienti, solamente 1 miliardo era investito in azioni.
Anche i concorrenti e gli altri analisti avevano nel tempo espresso dubbi sulle incredibili performance di Madoff, come ad esempio Harry Markopolos, che nel 1999 e nel 2005, dopo essere arrivato alla conclusione che i risultati di Madoff erano tecnicamente molto sospetti se non impossibili, denunciò la cosa alle autorità di controllo.
Kathleen Furey (un funzionario della SEC) nel 2013 ha sostenuto che l'agenzia avrebbe informalmente invitato i suoi investigatori a non indagare sui casi che coinvolgevano soggetti classificati come IM (Investement Manager), come era Madoff. In altre parole la SEC avrebbe intenzionalmente limitato le sue attività d'indagine a soggetti che emettevano azioni, come le società quotate, per tutelare gli investitori da frodi quali l'insider trading, ma avrebbe evitato di indagare su coloro che come Madoff davano consulenza in materia di investimenti.
In una conferenza tenuta nel 2016 Harry Markopolos, che aveva reso noto alla SEC il sospetto che tutta l'attività di Madoff fosse un gigantesco "schema Ponzi", ha affermato che l'intero sistema della revisione contabile è inefficace nel prevenire le frodi, auspicando una sua completa riforma. Ha spiegato che i funzionari che effettuano gli audit sono giovani sottopagati e costretti ad orari di lavoro estenuanti, e le checklist che sono costretti ad applicare sono accuratamente progettate per "navigare attorno alle frodi" (cioè a non vederle). "Ditemi un solo caso di una grande frode fatta da una grande società che è stata scoperta da una delle Big Four della revisione" ha chiesto provocatoriamente Markopolos "Non ce ne sono. Se è così a che serve l'audit?". Negli USA la percentuale delle frodi scoperte dagli auditor esterni è stata solo il 4% del totale. La maggior parte delle frodi è stata scoperta grazie alla collaborazione di dipendenti interni che avevano collaborato alle stesse frodi (i cosiddetti whistleblower). Nella stessa conferenza Markopolos ha proposto di far pagare i costi degli audit agli investitori e non e alle società auditate e di prevedere compensi maggiori per gli auditor, che dovrebbero essere scelti tra persone con una lunga esperienza nel settore.

Secondo un articolo del Los Angeles Times uscito dopo la morte di Madoff la SEC in effetti avviò indagini dopo le segnalazioni ricevute nel corso degli anni, ma le affidò a personale inesperto e impreparato che prese per buone tutte le spiegazioni fornite da Madoff senza fare ulteriori verifiche.

### Ripercussioni della truffa
I clienti di Madoff erano perlopiù grandi istituti finanziari e investitori istituzionali, sui quali sono ricadute le conseguenze della truffa. Diverse banche in tutto il mondo hanno dichiarato di essere esposte verso il fondo di Madoff sia direttamente, sia attraverso fondi da loro gestiti. Tra le italiane UniCredit per 75 milioni di euro e il Banco Popolare per 8 milioni. Più gravi invece le ricadute per altri istituti europei come Royal Bank of Scotland, esposta per circa 445 milioni di euro, la spagnola Bbva, per circa 300 milioni di euro, e la francese Natixis, a sua volta con perdite pari a 450 milioni di euro. L'importo più consistente pare essere quello del gruppo britannico HSBC, esposto per circa un miliardo di dollari (tuttavia al mese di ottobre 2011, la SEC ritiene che il gruppo britannico sia riuscito a rientrare in possesso di almeno 600 milioni di dollari tramite indagini private) e della società di gestione Fairfield Greenwich Group, che ha investito nel fondo di Madoff oltre metà del suo patrimonio per una cifra di 7,5 miliardi di dollari.
Sembra che anche alcuni importanti personaggi del mondo degli affari o dello spettacolo abbiano investito cifre più o meno ingenti con Madoff, direttamente o tramite fondazioni a loro riconducibili. Ad esempio, la Wunderkinder Foundation di Steven Spielberg potrebbe aver perso una buona parte del suo capitale; stessa sorte sarebbe toccata al magnate dell'editoria Mortimer Zuckerman, al premio Nobel Elie Wiesel, all'icona cinematografica Zsa Zsa Gábor (che avrebbe perso una somma compresa tra i 7 e i 10 milioni di dollari), all'attore Kevin Bacon e sua moglie, Kyra Sedgwick, e a John Malkovich. Il 29 giugno 2009 Madoff è stato condannato a 150 anni di carcere per i reati commessi.

### Malattia e morte
Nel mese di agosto 2009 venne rivelato dal New York Post, che Bernand Madoff era malato di cancro, che lo avrebbe consumato al punto di lasciargli solamente pochi mesi di vita e che per questa ragione si sarebbe dichiarato — durante il procedimento — come unico responsabile della truffa. Tramite una nota pubblicata in seguito dal The Wall Street Journal, però, il Bureau of Federal Prison ha smentito la malattia. Il 24 dicembre del 2009 comunque Madoff venne ricoverato in ospedale, ufficialmente per motivi di vertigini e pressione alta. L'11 dicembre 2010 suo figlio Mark si suicidò a Manhattan, mentre il 3 settembre 2014 morì anche l'altro figlio Andrew, affetto da linfoma mantellare.
Era detenuto presso il carcere federale di Butner dove è deceduto, per cause naturali, il 14 aprile 2021.

## Nella cultura di massa
- Nel 2010 è stata rappresentata la piecé teatrale Imagining Madoff, in cui avviene un incontro immaginario tra Madoff e le persone che ha truffato;
- Nel 2011 è uscito il documentario Chasing Madoff, sulle indagini con cui l'investigatore Harry Markopolos ha scoperto la truffa di Madoff;
- Nel film Blue Jasmine di Woody Allen Hal e Jasmine presentano molte analogie con Madoff e sua moglie[25];
- Il film del 2015 Those People si ispira ai suoi scandali finanziari (che nell'opera coinvolgono il padre di uno dei 2 protagonisti), nonché a Mark per il personaggio di Sebastian (il figlio morto suicida);[26]
- Nel 2016 è uscita la miniserie televisiva Madoff, in cui quest'ultimo è interpretato da Richard Dreyfuss[27];
- Nel 2017 la HBO ha prodotto un film per la televisione The Wizard of Lies, diretto da Barry Levinson, in cui Madoff e sua moglie sono interpretati rispettivamente da Robert De Niro e Michelle Pfeiffer[28].
- Nel 2021 è uscita la docu-serie Netflix "Madoff - Il mostro di Wall Street", che ripercorre la genesi e l'evoluzione del famigerato schema Ponzi del banchiere truffatore.